# محمد زكي البصري
محمد زكي صالح البصري هو سياسي وحقوقي عراقي، شغل منصب وزير العدلية عدة مرات خلال العهد الملكي في العراق.
ولد فاخر محمد زكي (وهو اسمه الكامل) عام 1894 في قرية مهيجران في ناحية أبي الخصيب في محافظة البصرة، ويعود أصل عائلته إلى أصول نجدية من بريدة. أكمل تعليمه المدرسي في مدينة البصرة، ثم انتقل لدارسة الحقوق في مدرسة الحقوق في بغداد عام 1912.
التحق بالجيش العثماني عام 1914 عند قيام الحرب العالمية الثانية وهو في سنة الثانية في مدرسة الحقوق، وجرح في معركة سلمان باك عام 1917، وبسبب إصابته نقل إلى إسطنبول للعلاج، فاستقر وعمل في محطة للقطار، وكذلك أكمل دراسة الحقوق من مدرسة الحقوق في إسطنبول.
عاد للبصرة بعد انتهاء الحرب عام 1918، وعمل بمجال المحاماة، وعرف عنه معارضته للمشروع البريطاني الذي كان يرغب بفصل البصرة عن العراق عام 1921.
في أول انتخابات في العراق، شارك محمد زكي وفاز بمنصب في المجلس التأسيسي عام 1924. كما انتخب عضوا في مجلس النواب العراقي لثلاث مرات، في دورته الثانية (1928-1930) والرابعة (1932-1934) والخامسة (1934-1935).
شغل منصب وزير العدلية في وزارتي رشيد عالي الكيلاني الأولى الثانية ووزارة ياسين الهاشمي الثانية.
بعد قيام بكر صدقي بانقلابه عام 1936، اعتزل السياسة وتوفي في 26 كانون الثاني 1937، أي بعد وفاة ياسين الهاشمي بخمسة أيام، وكان سبب وفاته مرضا في الكبد.
رثاه الشاعر باقر الشبيبي بقصيدة مطلعها: